# ضريح أبو دجانة
ضريح أبو دجانة (بالفارسية: آرامگاه ابودجانه) هو ضريح تاريخي يعود إلى بداية الإسلام، ويقع في مقاطعة دالاهو.